# Лосе, Стефани
Стефани Лосе (дат. Stephanie Lose, урождённая Кристенсен, Kristensen; род. 14 декабря 1982, Лёгумклостер, Южная Дания) — датский политический и государственный деятель. Заместитель председателя  Либеральной партии Дании («Венстре»). Министр экономики Дании с 23 ноября 2023 года. Председатель областного совета Южной Дании с 2015 года.

## Биография
Родилась 14 декабря 1982 года в Лёгумклостере.
В 2001 году окончила гимназию в городе Тённер.
В 2006 году получила степень магистра экономики в Университете Южной Дании.
После окончания университета устроилась на работу в банк Jyske Bank. Работала макроаналитиком в Jyske Markets в Силькеборге, затем консультантом по инвестициям и валюте в инвестиционном центре Jyske Bank в Эсбьерге.
В 2010—2015 годах преподавала преимущественно экономику в Академии прикладных наук Юго-запада в Эсбьерге.

## Политическая карьера
Вступила в Venstres Ungdom — молодёжную организацию «Венстре» в 14 лет.
По результатам региональных выборов 15 ноября 2005 года избрана членом областного совета Южной Дании. Приступила к обязанностям с 1 января 2006 года. С 2010 года и до избрания председателем областного совета в 2015 году была членом исполкома, председателем сначала комитета по структуре больниц, затем комитета по инновациям и, наконец, комитета по региональному развитию
22 июня 2015 года сменила однопартийца Карла Хольста, избранного в фолькетинг по результатам выборов 18 июня, и стала председателем областного совета Южной Дании. Переизбрана по результатам выборов 21 ноября 2017 года, получив 89 583 голосов, и выборов 16 ноября 2021 года — 147 486 голосами. Во время её работы в правительстве, с 14 марта по 31 июля 2023 года обязанности председателя временно исполнял её однопартиец Бо Либергрен.
В апреле 2017 года сменила однопартийца Йенса Стенбека на должности заместителя председателя межрегиональной организации Danske Regioner. 22 марта 2018 года избрана новым председателем, после отставки Бента Хансена. По результатам региональных выборов 2022 года, 24 марта уступила должность Андерсу Кюнау. В настоящее время — первый заместитель председателя.
После отставки Ингер Стойберг, на безальтернативных выборах на внеочередном партийном собрании в январе 2021 года избрана заместителем председателя партии.
6 февраля 2023 года лидер партии, заместитель премьер-министра и министр обороны Якоб Эллеманн-Енсен ушёл в бессрочный отпуск по состоянию здоровья. Его обязанности исполнял министр экономики Троэльс Лунд Поульсен. 9 марта Стефани Лосе назначена министром без портфеля, управляющим Министерством экономики Дании во втором правительстве Метте Фредериксен. Занимала должность до 1 августа, когда Якоб Эллеманн-Енсен вернулся к работе.
После отставки Якоба Эллеманна-Енсена с поста лидера партии 23 октября 2023 года временно взяла не себя организационное руководство партией до очередного партийного съезда 18—19 ноября в Хернинге.
23 ноября 2023 года при перестановках в правительстве в связи с избранием министра экономики и министра обороны Троэльса Лунда Поульсена новым председателем «Венстре» назначена министром экономики.

## Личная жизнь
Живёт в Эсбьерге с 2001 года. В 2008 году вышла замуж за Якоба Лосе (Jakob Lose; род. 1979), который с 2015 года является председателем комитета по культуре и отдыху коммуны Эсбьерг. У пары двое детей — дочери Мия (Mie) и София (Sofie).